# راس پارکر (ترانه‌سرا)
راس پارکر (انگلیسی: Ross Parker؛ ۱۶ اوت ۱۹۱۴ – ۲ اوت ۱۹۷۴) یک نوازنده پیانو، آهنگساز، ترانه‌سرا و هنرپیشه اهل بریتانیا بود. پارکر برای اثر مشترکشان با هیوئی چارلز با نام «دوباره همدیگر را خواهیم دید» شهرت دارد. وی بین سال‌های ۱۹۳۰ تا ۱۹۷۴ میلادی فعالیت می‌کرد.